# Atya (Románia)
Atya (románul: Atea) falu Romániában, Szatmár megyében.

## Fekvése
Atya Szatmárnémetitől északnyugatra, a román-magyar határ közelében, Nagypeleskétől délre fekvő település.

## Története
A települést a korabeli oklevelek 1462-ben említik először, nevét ekkor Athya alakban írták.
A falu az Atyay nemzetség ősi birtoka volt. 1445-ben az Atyay család kihalása után, a birtokot Bornemisza Boldizsár és Kusalyi Jakcs Mihály örökölték. 1524-ben a Kusalyi Jakcs család kihalta után  Atyát Drágfi János kapta meg királyi adományként. 1550-ben Rosályi Kún László is részbirtokot kapott itt, mely még az 1600-as években is birtokában volt. 1546-ban János Zsigmond foglalta el Atya községet. Atya akkoriban jelentős helynek számított, többször tartottak ott megyegyűlést: így 1658-ban, és 1710-ben is.
A 19. század elején a Várday, a Péchy és a Zimány családoknak volt ak itt nagyobb birtokai, majd a Pataky, az Ackerman, a Szabó, a Paál, a Török, a Selyeby, a Lázin, a Tóth és a Surányi családok is birtokot szereztek a településen.

## Nevezetességek
- Református templom - A 15. században épült.

A református egyház őrzött egy 1648-ból való ezüstből vert érdekes úrvacsora osztó poharat is,  melyet Balioki Szénás Ferenc és neje Kárási Kata ajándékoztak az egyháznak.